# Madison County, Georgia
Madison County är ett administrativt område i delstaten Georgia, USA, med 28 120 invånare. Den administrativa huvudorten (county seat) är Danielsville.

## Geografi
Enligt United States Census Bureau har countyt en total area på 740 km². 736 km² av den arean är land och 4 km² är vatten.

### Angränsande countyn
- Franklin County, Georgia - nord
- Hart County, Georgia - nordost
- Elbert County, Georgia - öst
- Oglethorpe County, Georgia - syd
- Clarke County, Georgia - sydväst
- Jackson County, Georgia - väster
- Banks County, Georgia - nordväst